# Japenoides festivus
Japenoides festivus är en tvåvingeart som först beskrevs av H. Oldroyd 1949.  Japenoides festivus ingår i släktet Japenoides och familjen bromsar. Inga underarter finns listade i Catalogue of Life.